# Mekong Delta (альбом)
Mekong Delta — дебютный студийный альбом прогрессив трэш-метал-группы Mekong Delta, вышедший в 1987 году на лейбле Aaarrg Records.

## Об альбоме
Диск был записан и выпущен в 1987 году.

## Список композиций
1. «Without Honour» — 3:47
2. «The Cure» — 3:39
3. «The Hut of the Baba Yaga» — 4:13
4. «Heroes Grief» — 4:42
5. «Kill the Enemy» — 3:51
6. «Nightmare Patrol» — 3:25
7. «Shivas Return» — 4:10
8. «Black Sabbath» — 4:04
9. «Back Home (In Hell)» — 3:43

## Участники записи
- Вольфганг Боргманн — вокал
- Райнер Келч — гитара
- Франк Фрике — гитара
- Ральф Хьюберт — бас
- Йорг Михаэль — ударные